# Petru Lucinschi
Petru Lucinschi (en ruso: Пётр Кириллович Лучинский, romanizado: Piotr Kirílovich Luchinski; Florești, 27 de enero de 1940) es un activista político y abogado moldavo, segundo presidente de su país (1996-2001).

## Biografía
Nació el 27 de enero de 1940 en Rădulenii Vechi, Rumania (actualmente el distrito Florești, Moldavia). Tiene un doctorado en Filosofía (1977). 
Desde 1971, Lucinschi fue miembro del Comité Ejecutivo del Comité Central del Partido Comunista de RSS de Moldavia. Fue el único nativo de Moldavia en la dirección del Partido Comunista del país en ese momento, cuando la dirección de la RSS de Moldavia estaba casi totalmente en manos de personas de fuera de la república o transnistrios.
Desde 1978 a 1989, fue primer secretario del Comité Regional de Chisináu.  En 1978, Iván Bodiul lo envió a trabajar para el Partido Comunista de la Unión Soviética en Moscú, donde Lucinschi permaneció hasta 1986.  Desde 1986 a 1989, Lucinschi fue segundo secretario del Comité Central del Partido Comunista de la RSS de Tayikistán.  A su regreso a la República Socialista Soviética de Moldavia en 1989, fue nombrado primer secretario del Partido Comunista de la RSS de Moldavia.
A principios de 1991, volvió a salir de la RSS de Moldavia y se fue a Moscú, donde se unió a la Resolución del Órgano Central de la Unión Soviética, llegando a ser secretario del Comité Central del Partido Comunista de la Unión Soviética.
Fue Presidente del Parlamento de Moldavia (1993-1997). 
Lucinschi fue elegido como segundo Presidente de Moldavia en 1996.  Fue hasta 2001 cuando convocó elecciones anticipadas, y el Parlamento votó a favor de Vladimir Voronin. 
Lucinschi se casó con Antonina Lucinschi (2006), una maestra jubilada con la que tiene dos hijos, Sergio y Chiril.